# Majat
Il Majat (in russo Маят?) è un fiume della Russia siberiana settentrionale, tributario di destra dell'Anabar. Scorre nel distretto (ulus) Anabarskij e, nel corso medio, lungo il confine tra i distretti Anabarskij e Olenëkskij nella Repubblica autonoma della Jacuzia.
Il fiume scorre prevalentemente con direzione occidentale. La sua lunghezza è di 115 km, l'area del bacino è di 1 030 km². Sfocia nell'Anabar a 304 km dalla foce di quest'ultimo nel mare di Laptev. Nella parte inferiore del corso l'alveo è roccioso.